# 绒毛胡枝子
绒毛胡枝子（学名：Lespedeza tomentosa）为豆科胡枝子属下的一个种。

## 扩展阅读
- 維基物種上的相關：绒毛胡枝子